# تومانسكي أر-11
تومانسكي أر-11 هو محرك نفاث صمم وصنع بواسطة مكتب تومانسكي لتصميم محركات الطائرات الحربية في الاتحاد السوفييتي.

## التطوير
صمم الأر-11 بواسطة ثلاثة علماء روس هم إليكساندر ميكولين وسيرجي تومانسكي و"ستيشكين"، وصمم على ان يكون ذو سريان محوري ويصلح للطيران في الارتفاعات العالية وغير مزود بحارق خلفي وأعد المحرك في البداية لطائرة الاستطلاع ياكوفليف ياك-25. يعد المحرك أر-11 أول محرك نفاث من إنتاج الاتحاد السوفييتي يستخدم تقنية الملف المزدوج. دار المحرك لأول مرة عام 1956. كان التصميم الأساسي للمحرك ناجحا للغاية وشكل أساسا للمحركبن تومانسكي أر-13 وتومانسكي أر-25. بلغ عدد ما أنتج من المحرك أر-11 20,900 محرك.

## الطرازات المختلفة
- R-11V-300: أول نسخة دخلت خطوط الإنتاج، مخصص للارتفاعات العالية وغير مزود بحارق خلفي.
- R-11F-300: مزود بحارق خلفي ودخل خطوط الإنتاج عام 1956. استخدم في الميج 21 F و PF و U.
- R-11AF-300: نسخة مطورة صنعت خصيصا للياكوفليف ياك-28 بي/ إل / يو.
- R-11F2-300: مزود بمكبس، حارق خلفي وأنف جدد. استخدم في الميج-21 P، PF، FL.
- R-11AF2-300: استخدم في الياك-28 I، R، P.
- R-11F2S-300: نسخة مطورة استخدمت في الميج-21 UM، U، S، PFS، PFM. كما استخدمت في السوخوي-15 UM، UT، TM.

## المواصفات R-11F2S-300

### الصفات العامة
النوع: محرك نفاث مزود بحارق خلفي.
الطول: 4,600 مم.
القطر: 906 مم.
الوزن الجاف: 1.124 كجم.

### المكونات
المكبس: مكبس سريان محوري.

### الأداء
الدفع:
- 38.7 كيلو نيوتن. (أقصى قوة)
- 60.6 كيلو نيوتن. (بالحارق الخلفي)

استهلاك الوقود:
- عند السكون: 97 كجم/ (كيلو نيوتن x الساعة).
- بالحارق الخلفي: 242 كجم/ (كيلو نيوتن x الساعة).

نسبة الدفع إلى الوزن: 53.9 نيوتن/كجم. (1:5.5)

## قوائم ذات صلة
- قائمة محركات الطائرات